# أندويلي بريور
أندويلي بريور (بالهولندية: Anduele Pryor)‏ (26 أبريل 1985 بباراماريبو في سورينام - ) هو لاعب كرة قدم هولندي في مركز الهجوم. لعب مع بايرن ميونخ الثاني وفيتيسه آرنهم وK.S.V. Roeselare ‏.

## روابط خارجية
- أندويلي بريور على موقع قاعدة بيانات كرة القدم.إي يو (الإنجليزية)
- أندويلي بريور على موقع بيانات كرة القدم. دي إي (الألمانية)
- أندويلي بريور على موقع Soccerway.com (الإنجليزية)
- أندويلي بريور على موقع عالم كرة القدم.نت (الإنجليزية)